# Ingeborg Nilsson
Ingeborg Margrethe Nilsson (* 23. November 1924 in Oslo; † 3. Februar 1995 ebenda) war eine norwegische Eiskunstläuferin.
Sie war 1953 und 1954 norwegische Einzelmeisterin und gewann mit ihrem Partner Reidar Børjeson in den Jahren 1956 bis 1959 den Titel im Paarlaufen.
Bei den Weltmeisterschaften 1947 kam sie auf Platz 15 und 1954 auf Platz 24. Bei den Europameisterschaften 1950 belegte sie den 15. Platz. 1952 nahm sie an den Olympischen Winterspielen teil und kam in der Einzelkonkurrenz auf den 24. Platz.